# Cordyceps
Cordyceps Fr., 1824 è un genere di funghi della famiglia Cordycipitaceae. Al genere Cordyceps appartengono particolari ascomiceti. Sono funghi parassiti, presenti sugli altipiani dell'Himalaya, a un'altitudine compresa tra i 3000 e i 5000 metri; si trova quindi principalmente in Tibet e in alcune parti del Bhutan, della Cina e del Nepal, che attaccano funghi ipogei, di solito tartufi dei cervi (Elaphomyces), oppure insetti o ragni.
Essi si dividono in due gruppi. Il primo, di cui fanno parte parassiti dei funghi sotterranei, include solamente una quindicina di specie nel mondo. Il secondo, di cui fanno parte parassiti principalmente degli insetti ma anche dei ragni, è molto più vasto e comprende più di 250 specie distribuite soprattutto nelle regioni tropicali e in Asia. In Europa occidentale sono state rinvenute solo una ventina di specie fra quelle menzionate nella letteratura micologica

## Descrizione
I corpi fruttiferi, anche detti stromi, sono costituiti di uno stipite che è tanto più lungo dell'ospite quanto più questo è sepolto in profondità, e di una testa fertile chiamata capitola che rinchiude i periteci. Questi contengono lunghi aschi con parete sottile tranne all'apice dove è molto ispessita. Ogni asco contiene otto lunghe spore filiformi e settate. Le spore della maggior parte delle specie si frammentano a maturità prima di essere espulse dall'asco e di lasciare il peritecio attraverso un piccolo foro chiamato ostiolo.
La grandezza dei frammenti sporali è importante per la determinazione delle specie, e Dennis (1981) indicò che il miglior metodo per studiarli è di lasciare sporulare un Cordyceps per una notte su un vetrino, dato che la misura delle spore nell'asco può indurre a degli errori. Anche i Cordyceps, come molti altri ascomiceti, possono fruttificare in uno stadio imperfetto (anamorfo) che non somiglia allo stadio perfetto (teleomorfo).
Gli anamorfi, che sono stati descritti spesso sotto nomi differenti, non sono facili da collegare ai teleomorfi perché solo molto raramente appaiono in maniera simultanea.

## Infestazione degli insetti

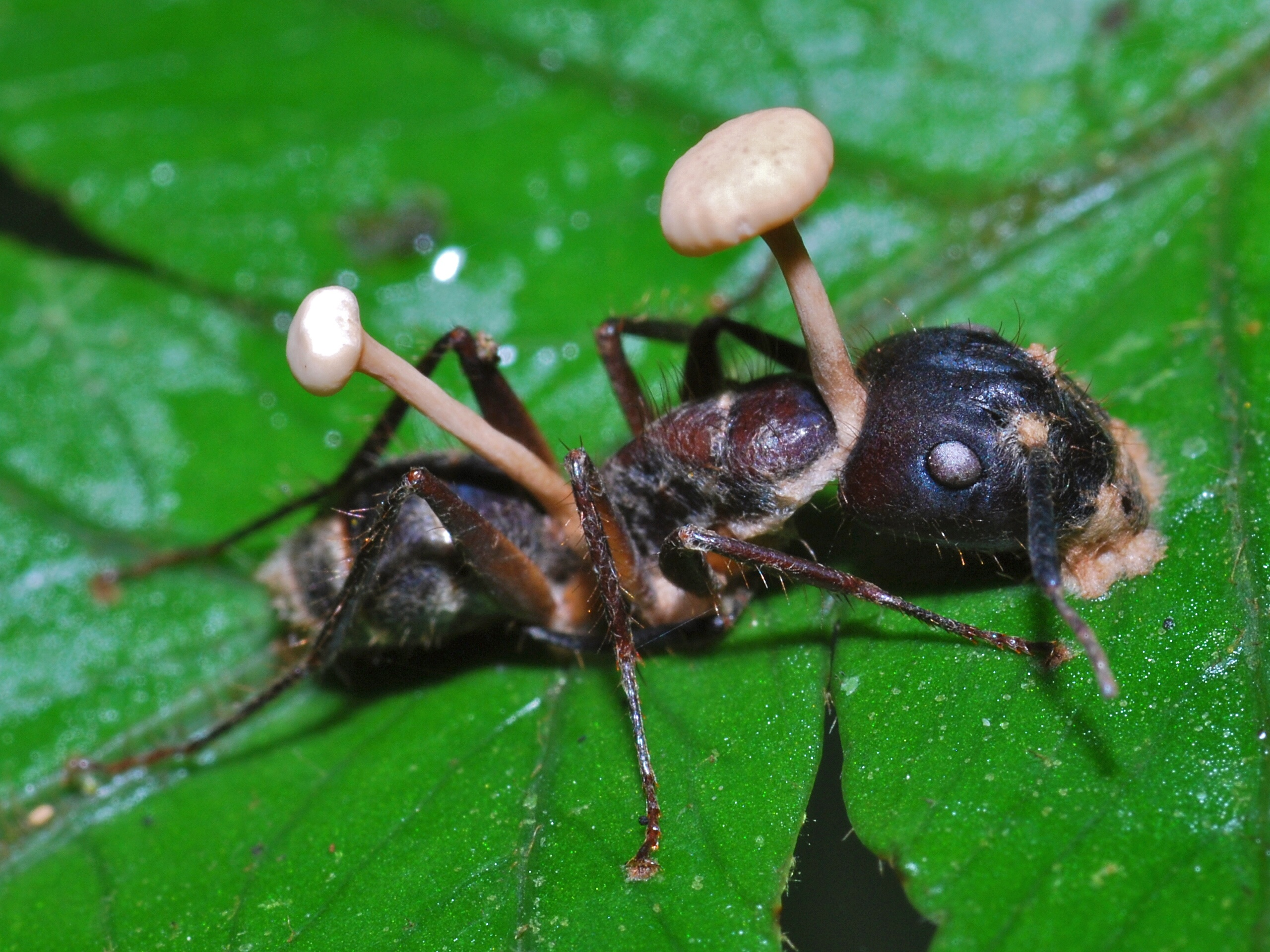
Formica parassitata da Cordyceps

Le spore, a maturità, vengono disperse nell'aria. Quando un frammento di spora entra in contatto col corpo dell'ospite "adeguato", la spora viene stimolata, germina e penetra nell'insetto, generalmente allo stadio di larva. Il fungo si propaga poi in tutto il corpo dell'insetto e finisce per ucciderlo in pochi giorni. Quando l'insetto è morto, il micelio riempie completamente il corpo, che dall'esterno sembra normale, come mummificato. Il fungo così aspetta che vi siano condizioni favorevoli per fruttificare. Altre specie possono parassitare ragni o farfalle, producendo, a seguito dell'infezione, in un primo stadio, sostanze psicotrope che inducono l'animale a raggiungere posti alti (cime di rami, sommità). In un secondo stadio l'esoscheletro dell'ospite viene perforato dalle numerose ife del fungo che così produce i corpi fruttiferi, e quindi le spore possono liberarsi in posizioni favorevoli e ricadere su altri artropodi.

## Specie di Cordyceps
La specie tipo è Cordyceps militaris (L.) Link (1833), alcune altre specie sono:
- Cordyceps aphodii Mathieson (1950) [1949]
- Cordyceps bassiana Z.Z. Li, C.R. Li, B. Huang & M.Z. Fan (2001)
- Cordyceps capitata (Holmsk.) Link (1833)
- Cordyceps chlamydosporia H.C. Evans (2001)
- Cordyceps clavulata (Schwein.) Ellis & Everh. (1892)
- Cordyceps dipterigena Berk. & Broome (1873) [1875]
- Cordyceps dovei Rodway (1900)
- Cordyceps gracilis (Grev.) Durieu & Mont. (1849) [1848]
- Cordyceps gunnii (Berk.) Berk. (1859)
- Cordyceps hauturu Dingley (1953)
- Cordyceps intermedia S. Imai
- Cordyceps kirkii G. Cunn. (1922)
- Cordyceps lateritia Dingley (1953)
- Cordyceps loushanensis Z.Q. Liang & A.Y. Liu (1997)
- Cordyceps martialis Speg.
- Cordyceps michiganensis Mains
- Cordyceps militaris (L.) Link (1833)
- Cordyceps nutans Pat. (1887) [as 'Cordiceps']
- Cordyceps ophioglossoides (Ehrh.) Link (1833) [as 'Cordiceps']
- Cordyceps robertsii (Hook.) Berk. (1855)
- Cordyceps rouxii Cand.
- Cordyceps sinensis (Berk.) Sacc. (1878)
- Cordyceps stylophora Berk. & Broome (1857)
- Cordyceps subsessilis Petch (1937)
- Cordyceps tuberculata (Lebert) Maire (1917)